# Scrubs – Med School
Scrubs – Med School bezeichnet die neunte Staffel der US-amerikanischen Krankenhaus-Dramedy-Serie Scrubs – Die Anfänger. Sie stammt aus dem Jahr 2009. Im Vergleich zu den vorherigen Staffeln gibt es starke Veränderungen bei der Besetzung und den Kulissen. Sie handelt von jungen Medizinstudenten und deren Dozenten an der fiktiven Winston University. Der Spin-off-Titel wurde jedoch nur in Österreich verwendet, in Deutschland verwendete ProSieben aus Vermarktungsgründen auch für die neunte Staffel den Titel Scrubs – Die Anfänger.

## Hintergrund
Die achte Staffel von Scrubs – Die Anfänger war ursprünglich als letzte Staffel gedacht. Im Mai 2009 kündigte der Fernsehsender ABC, der bereits die achte Staffel von Scrubs produzieren ließ, eine Fortführung der Serie mit 13 Episoden an. Zunächst war unklar, wie die Serie weitergeführt werden soll und wer daran mitarbeiten sollte. John C. McGinley (Dr. Cox) und Donald Faison (Turk) unterschrieben als erste Einjahresverträge und blieben neben Eliza Coupe (Denise) als einzige der originalen Besetzung ständige Mitglieder des Cast. Weitere Personen der ursprünglichen Besetzung sind in Neben- oder Gastrollen zu sehen oder kommen gar nicht mehr vor.
Der Macher der Serie Bill Lawrence schlug vor, die Serie als eine völlig neue mit dem Titel Scrubs Med zu bewerben, ABC lehnte dies jedoch ab. Lawrence forderte die Fans auf, es wie eine neue Serie zu behandeln und setzte sogar den Titel [Med School] unter das „Created by“ im Vorspann. Gedreht wurde in den Culver Studios in Culver City.
Die Produzenten der Staffeln 6–8 Neil Goldman, Garrett Donovan und Bill Callahan wurden durch Jonathan Groff, Zach Braff und Josh Bycel ersetzt. Bycel fungierte zudem als Co-Show Runner neben Bill Lawrence, welcher außer Scrubs auch seine damals neue Serie Cougar Town betreute.
Alle Drehbuchautoren der früheren Staffeln, mit Ausnahme von Bill Lawrence und Andy Schwartz, verließen die Scrubs-Belegschaft.

## Handlung
Die Staffel dreht sich um Lucy Bennett, eine junge Medizinstudentin an der Winston Universität, die – wie J.D. in den vorherigen Staffeln – in Voice-overs und Tagträumen ihre Gedanken- und Gefühlswelt offenbart. Am Gelände der Universität steht außerdem das neuerrichtete Sacred Heart Hospital, nachdem das ursprüngliche Krankenhaus hauptsächlich aufgrund von Geldproblemen abgerissen werden musste.
Im Mittelpunkt stehen hier neben den üblichen Schwierigkeiten, mit denen Medizinstudenten konfrontiert werden, die unterschiedlichen Charaktere der Hauptdarsteller und die Beziehungen untereinander. Beschrieben wird vor allem das Verhältnis zwischen dem Lehrpersonal, welches sich ausschließlich aus Schauspielern der Originalbesetzung zusammensetzt, und den Studierenden, welche in früheren Staffeln nicht vorkamen. Neben Lucy sind es vor allem der narzisstische Aufreißer Cole Aaronson und Drew Suffin, welcher bereits einmal eine Arztausbildung begann, deren Beziehungen zu den Professoren Dr. John „J.D.“ Dorian, Dr. Christopher Turk und Dr. Percival Cox sowie Drews späterer Freundin, der Studienberaterin Dr. Denise Mahoney, die ebenfalls bereits in der achten Staffel Bestandteil der Serie war, näher beleuchtet werden.

## Besetzung

### Neubesetzung

#### Hauptbesetzung
- Lucy Bennett (Kerry Bishé, deutsche Sprecherin: Julia Meynen), eine bemühte Medizinstudentin und Mittelpunkt der Staffel. Sie hat Schwierigkeiten mit dem Studium und Dr. Cox. Sie entwickelt auch im Laufe der Staffel Gefühle für Cole. Sie ist eine große Pferdeliebhaberin, was sich vor allem durch ihre Zimmerdekoration zeigt.
- Drew Suffin (Michael Mosley, deutscher Sprecher: Tim Knauer) begann bereits vor zehn Jahren ein Medizinstudium, war aber danach im Gefängnis. Er ist der Lieblingsstudent von Dr. Cox und mit Denise zusammen.
- Cole Aaronson (Dave Franco, deutscher Sprecher: Konrad Bösherz), seine Eltern spendeten viel Geld, um die Universität zu bauen, weshalb er sich als „unantastbar“ sieht und oftmals über die Stränge schlägt. Er gibt sich manchmal als Playboy, entwickelt aber eine Zuneigung zu Lucy.

#### Nebenbesetzung
- Maya (Nicky Whelan, 7 Episoden), eine Medizinstudentin aus Australien (in der deutschen Synchronisation aus der Schweiz), die aufgrund ihres Akzents und ihres Aussehens des Öfteren Opfer von Dr. Cox’ Witzen wird.
- Captain Duncook (Windell Middlebrooks, 6 Episoden), der Chef des Sicherheitsdienstes am Campus.
- Lieutenant Frank Underhill (Steven Cragg, 5 Episoden), ein Sicherheitsbeamter.
- Trang (Matthew Moy, 4 Episoden)

### Originalbesetzung

#### Hauptbesetzung
- Prof. Dr. John Michael „J. D.“ Dorian (Zach Braff), Protagonist der vorhergehenden Staffeln, ist in sechs Episoden als Universitäts-Professor zu sehen. Zach Braff erklärte, dass er, sollte die Staffel nach den ersten 13 Episoden fortgeführt werden, in die ständige Besetzung zurückkehren werde.[5]
- Prof. Dr. Christopher Duncan Turk (Donald Faison), Leiter der Chirurgie und Professor an der Universität, ist im Gegensatz zu seiner Frau Carla (Judy Reyes), welche in dieser Staffel überhaupt nicht mehr vorkommt[6], weiterhin Bestandteil des Krankenhauspersonals und eine der wichtigsten Ansprechpersonen für die jungen Studierenden.
- Prof. Dr. Percival Ulysses „Perry“ Cox (John C. McGinley) ist weiterhin Chefarzt des Sacred Heart Hospitals und ebenfalls Professor. Er versucht, wie schon in den früheren Staffeln, die „Mörder und Attentäter“, wie er die Studenten bezeichnet, auf ihr Leben als Ärzte vorzubereiten und greift hierbei bisweilen auch zu härteren Mitteln. Sein oftmals zynischer und beleidigender Ton bereitet vor allem Lucy Schwierigkeiten, die jedoch besonders bei J. D. und Elliot Hilfe findet, gegen ihn aufzutreten.
- Dr. Denise Mahoney (Eliza Coupe) war schon in der achten Staffel in einer Nebenrolle als Ärztin im Praktikum zu sehen und ist nun als Hauptcharakter auch Studienberaterin und Assistentin der Professoren. Sie beginnt in der ersten Episode eine Beziehung mit Drew.

#### Nebenbesetzung
- Prof. Dr. Robert „Bob“ Kelso (Ken Jenkins, 9 Episoden) unterrichtet nach dem Tod seiner Frau Enid an der Winston University und lebt seine Freude am anderen Geschlecht aus. Zu diesem Zweck richtete er sich eigens ein „Liebesnest“ in der Studentenwohnung eines Abbrechers ein, da es ihm unangenehm ist, daheim im Bett von Enid Sex mit anderen Frauen zu haben.
- Dr. Todd Quinlan (Robert Maschio) ist in sieben Episoden als Chirurg im New Sacred Heart Hospital zu sehen und gibt sich inzwischen relativ offen bisexuell.
- Dr. Elliot Reid (Sarah Chalke) hat in vier Episoden Auftritte. Sie ist in einer Privatpraxis außerhalb des Sacred Heart Hospitals beschäftigt und erwartet ein gemeinsames Kind mit J. D., mit dem sie mittlerweile verheiratet ist.

#### Gastauftritte
- Der Hausmeister (Neil Flynn) ist nur in einer kurzen Szene in der ersten Episode zu sehen, als gezeigt wird, wie er für immer aus dem Krankenhaus verschwand, nachdem er erfuhr, dass J. D. nicht mehr dort arbeiten wird.
- Theodore „Ted“ Buckland (Sam Lloyd, 1 Episode) kündigt seine Stelle als Anwalt des Krankenhauses, um mit Gooch durch das Land zu fahren.
- Stephanie Gooch (Kate Micucci, 1 Episode)
- Sonya Dey (Sonal Shah, 1 Episode)
- Jordan Sullivan (Christa Miller, 1 Episode)

## Besonderheiten
Die Namen der Folgen dieser Staffel beginnen im Gegensatz zu denen der vorherigen Staffeln nicht mehr mit „My“ (im Deutschen: „Mein(e)“), sondern mit „Our“ (im Deutschen: „Unser(e)“).

## Ausstrahlungsnotizen
Die Staffel lief erstmals vom 1. Dezember 2009 bis zum 17. März 2010 auf ABC unter dem Namen Scrubs und wurde als neunte Staffel beworben. Die Einschaltquoten lagen unter jenen der vorangegangenen Staffeln und sanken kontinuierlich, weshalb die Serie nicht weiter fortgeführt wurde. Die höchste Zuschauerzahl hatte die Folge Our Role Models mit 5,44 Mio. Zuschauern.
In Deutschland lief die neunte Staffel vom 1. Februar 2011 bis zum 15. März 2011 auf ProSieben. In Österreich wurde sie vom 29. Januar 2011 bis zum 7. Mai 2011 ausgestrahlt. Der österreichische Fernsehsender ORF eins führte diese Staffel zwar unter dem geänderten Titel Scrubs – Med School, vermarktete sie jedoch, ähnlich wie ProSieben, nicht als Spin-off, sondern als neunte Staffel.

## DVD-Veröffentlichungen
Diese Staffel sowie eine alle Staffeln umfassende Komplettbox sind am 15. April 2011 auf DVD erschienen.